# در جنگ چه کردی، پدر؟
در جنگ چه کردی، پدر؟ (به انگلیسی: What Did You Do in the War, Daddy?) فیلمی به کارگردانی بلیک ادواردز محصول سال ۱۹۶۶ کشور ایالات متحده آمریکا است.

## بازیگران
- جیمز کابرن در نقش Lieutenant Jody Christian
- دیک شاون در نقش Captain Lionel Cash
- سرجو فانتونی در نقش Captain Fausto Oppo
- جووانا رالی در نقش Gina Romano
- آلدو ری در نقش Sergeant Rizzo
- هری مورگان در نقش Major Pott
- کرول اوکانر در نقش General Max Bolt
- لئون آسکین در نقش Colonel Kastorp
- Rico Cattani در نقش Benedetto (as Henry Rico Cattani)
- جی نووللو در نقش Mayor Giuseppe Romano
- رالف مانزا در نقش Waiter
- ویتو اسکاتی در نقش Frederico
- Johnny Seven در نقش Vittorio
- آرت لوئیس در نقش Needleman
- ویلیام براینت در نقش Minow
- Kurt Kreuger در نقش German Captain
- ادی پاسکی